# Камара, Ассун
Ассун Камара (фр. Hassoun Camara; 3 февраля 1984, Нуази-ле-Сек, Сен-Сен-Дени, Франция) — французский футболист, защитник.

## Карьера
Камара пришёл в клуб «Олимпик Нуази-ле-Сек» в возрасте 11 лет. В возрасте 18 лет дебютировал в любительском чемпионате Франции.
В 2006 году Камара подписал профессиональный контракт с «Олимпик Марсель». За полтора года сыграл всего один матч за клуб — 20 сентября 2006 года в ⅛ финала Кубка лиги против «Монпелье».
В январе 2008 года Камара перешёл в клуб Лиги 2 «Бастия», подписав контракт на 2,5 года. За корсиканцев дебютировал 2 февраля 2008 года в матче Кубка Франции против «Осера», выйдя на замену в конце второго тайма вместо Янника Каюзака. 22 февраля 2008 года в матче против «Либурна» забил свой первый гол в профессиональной карьере. 5 декабря 2008 года в корсиканском дерби против «Аяччо» оформил дубль. Всего в сезоне 2008/09 сыграл 26 матчей и забил три гола. В сезоне 2009/10 Камара перестал попадать в состав, и 18 января 2010 года расторг контракт с «Бастией».
7 февраля 2011 года Камара подписал контракт с канадским клубом «Монреаль Импакт» из Североамериканской футбольной лиги. За «Импакт» дебютировал 9 апреля 2011 года в матче стартового тура сезона против «Тампа-Бэй Раудис». 13 июля 2011 года в матче против «Форт-Лодердейл Страйкерс» забил свой первый гол за «Импакт». По итогам сезона 2011, в котором сыграл 22 матча, забил два гола и отдал одну голевую передачу, Камара был включён в символическую сборную NASL и был признан самым ценным игроком «Монреаль Импакт».
11 октября 2011 года Камара подписал контракт уже с клубом MLS «Монреаль Импакт». В высшей лиге дебютировал 5 мая 2012 года в матче против «Спортинга Канзас-Сити». 23 июня 2012 года в матче против «Хьюстон Динамо» забил свой первый гол в MLS. Пропустил большую часть регулярного чемпионата сезона 2015 из-за травмы бедра. 11 декабря 2015 года Камара согласовал новый контракт с «Монреаль Импакт». По итогам сезона 2016 был признан лучшим игроком оборонительного плана «Монреаль Импакт». По окончании сезона 2017 контракт Камара с «Монреаль Импакт» истёк.
28 ноября 2017 года Ассун Камара объявил о завершении карьеры из-за накопившихся травм.

## Достижения
Командные
 «Монреаль Импакт»
- Победитель Первенства Канады: 2013, 2014

Личные
- Член символической сборной Североамериканской футбольной лиги: 2011